# Miracast
Miracast è lo standard per le connessioni wireless dai dispositivi, come ad esempio computer portatili, tablet o smartphone, ai display, come televisori, monitor o proiettori. Può essere approssimativamente descritto come HDMI tramite Wi-Fi: il wi-fi sostituisce il cavo del display.

## Caratteristiche
La Wi-Fi Alliance ha lanciato il programma di certificazione Miracast alla fine del 2012.  I dispositivi Miracast certificati possono comunicare tra loro, indipendentemente dal produttore. Gli adattatori Miracast disponibili si inseriscono in HDMI o porte USB, permettendo anche ai dispositivi non-Miracast di connettersi via Miracast.
Miracast utilizza il Wi-Fi Direct standard peer to peer. Esso permette di inviare fino a 1080p in video HD (codec H.264) e 5.1 in audio surround (AAC e AC3 sono i codec, opzionali). La connessione viene creata tramite WPS e quindi è protetta con WPA2. IPv4 è utilizzato sullo strato internet. I protocolli TCP o UDP vengono utilizzati a livello di trasporto. Sullo strato di applicazione, il flusso viene avviato e controllato tramite RTSP, RTP per il trasferimento dei dati.

## Dispositivi
La Wi-Fi Alliance mantiene un elenco aggiornato dei dispositivi certificati per Miracast, che consta di 5.007 dispositivi a partire dal 26 aprile 2016.
NVIDIA ha annunciato il supporto Miracast nella sua piattaforma Tegra 3 e Freescale Semiconductor, Texas Instruments, Qualcomm, Marvell Technology Group e altri fornitori di chip hanno annunciato i loro piani per integrarlo.
Entrambi i dispositivi (il mittente e il destinatario) devono essere certificati per la tecnologia Miracast per poter funzionare, tuttavia, per lo streaming di musica e film su un dispositivo non certificato possono essere disponibili adattatori Miracast.
In data 29 ottobre 2012, Google ha annunciato che la versione Android 4.2+ (a partire dalla versione Jelly Bean) applica lo standard di visualizzazione wireless Miracast (integrato di default).
A partire dal 8 gennaio 2013, l'LG Nexus 4 e Sony Xperia Z, ZL, T e V supportano ufficialmente la funzione, così come HTC One, Motorola in Droid Maxx e Samsung nel suo Galaxy S III e Galaxy Note II. Il Galaxy S4 utilizza Samsung Link per la sua implementazione.  Nel mese di ottobre del 2013, BlackBerry ha pubblicato il suo aggiornamento 10.2.1 per la maggior parte dei dispositivi esistenti disponibili in quel momento. A partire dal marzo 2015, il BlackBerry Q10, Q5, Z30, e modelli successivi supportano lo streaming Miracast, mentre BlackBerry Z10 non lo supporta causa limitazioni hardware.
Nell'aprile 2013, Rockchip ha presentato un adattatore Miracast.
Microsoft ha aggiunto il supporto per Miracast in Windows 8.1 (annunciato nel giugno 2013) e Windows 10.

## Vantaggi
La tecnologia permette di lavorare su più dispositivi, indipendentemente dalla marca. I dispositivi Miracast adattano le impostazioni per ogni connessione, cosa che semplifica il processo per gli utenti. In particolare, si evita doversi preoccupare del formato codec  Miracast è "a tutti gli effetti un cavo HDMI wireless, atto a copiare tutto da uno schermo all'altro utilizzando il codec H.264". La Wi-Fi Alliance ha suggerito che Miracast potrebbe essere utilizzato anche da un set-top box per dirigere lo streaming di contenuti al televisore.

## Svantaggi
Lo standard Miracast ha anche componenti opzionali, quali Wireless Multimedia Extensions (WME) (noto anche come Wi-Fi Multimedia (WMM)). L'utilizzo di componenti opzionali a volte causa problemi se un fornitore supporta i componenti facoltativi e un altro no.
Inoltre la certificazione non impone una latenza massima, intendendo per latenza il tempo tra la visualizzazione dell'immagine della fonte e visualizzazione dell'immagine speculare sul display sincronizzato.